# Юрьев день (фильм)
«Юрьев день» — российская драма Кирилла Серебренникова, вышедшая на экран в 2008 году.

## Сюжет
Перед тем, как уехать на постоянное место жительства в Германию, известная оперная певица Люба (Ксения Раппопорт) привозит сына в российскую глубинку — проститься с Родиной. Для неё эти места — красивая романтика и стихи русских поэтов. Сын уходит смотреть экспозицию местного кремля и исчезает. Люба сначала ищет сына, а потом остаётся в городе — просто ждёт, что её Андрюша (Роман Шмаков) вернётся. Постепенно она становится другим человеком. Оперная певица Любовь теряет сына, голос, судьбу, становится грубой уборщицей Люсей. И в этом новом человеке появляются новые качества.

## В ролях
- Ксения Раппопорт — Любовь Павловна
- Евгения Кузнецова — Татьяна
- Сергей Сосновский — Сергеев
- Сергей Медведев — Андрей-монах
- Игорь Хрипунов — Андрей-«Мелкий»
- Владислав Абашин — завхоз
- Юрис Лауциньш — заключённый
- Ульяна Лукина — молодая
- Ольга Онищенко — хромая
- Наталья Батрак — продавщица
- Роман Шмаков — Андрей Дмитриевич Васильев, сын Любови Павловны
- Дмитрий Поднозов — милиционер
- Екатерина Дурова — медсестра Дуня
- Валерий Петров — главный врач больницы